# Mirand
Mirand (640 m n. m.) je vrch v okrese Svitavy v Pardubickém kraji. Leží asi 1,5 km východně od vsi Helvíkov na katastrálním území obce Mladějov na Moravě.

## Geomorfologické zařazení
Geomorfologicky vrch náleží do celku Svitavská pahorkatina, podcelku Českotřebovská vrchovina, okrsku Hřebečovský hřbet a podokrsku Koclířovský hřbet.